# Mistrzostwa świata w curlingu na wózkach
Mistrzostwa świata w curlingu na wózkach odbywają się od 2002. Wyłaniają one mistrza świata, są jednocześnie kwalifikacjami do zimowych igrzysk paraolimpijskich.
Od 2006 organizowany jest turniej kwalifikujący, do mistrzostw dostają się 2 najlepsze drużyny, również 2 najgorsze z mistrzostw trafiają do następnego turnieju. 
| Rok  | Kraj             | Miasto    | Liczba drużyn | Złoto                                                                                                | Srebro                                                                                      | Brąz                                                                                                |
| ---- | ---------------- | --------- | ------------- | --- | ------------------------------------------------------------------------------------------- | --------------------------------------------------------------------------------------------------- |
| 2002 | Szwajcaria       | Sursee    | 9             | Szwajcaria · Urs Bucher, Cesare Cassani, Manfred Bolliger, Therese Kämpfer, Silvia Obrist            | Kanada · Chris Daw, Don Bell, Jim Primavera, Karen Blachford, Richard Fraser                | Szkocja · Frank Duffy, Alex Harvey, Michael McCreadie, Elaine Lister, James Sellar                  |
| 2004 | Szwajcaria       | Sursee    | 13            | Szkocja · Frank Duffy, Michael McCreadie, Ken Dickson, Angie Malone, James Sellar                    | Szwajcaria · Urs Bucher, Manfred Bolliger, Cesare Cassani, Therese Kämpfer, Otto Erb        | Kanada · Chris Daw, Bruce McAninch, Jim Primavera, Karen Blachford                                  |
| 2005 | Szkocja          | Glasgow   | 16            | Szkocja · Frank Duffy, Michael McCreadie, Tom Killin, Angie Malone, Ken Dickson                      | Dania · Kenneth Ørbæk, Rosita Jensen, Jørn Kristensen, Bjarne Jensen, Sussie Pedersen       | Szwajcaria · Urs Bucher, Manfred Bolliger, Cesare Cassani, Therese Kämpfer, Erwin Lauper            |
| 2007 | Szwecja          | Sollefteå | 10            | Norwegia · Rune Lorentsen, Geir Arne Skogstad, Jostein Stordahl, Lene Tystad, Trine Fissum           | Szwajcaria · Manfred Bolliger, Erwin Lauper, Cesare Cassani, Madeleine Wildi, Claudia Tosse | Szkocja · Michael McCreadie, Helen Nielson, James Sellar, Angie Malone, James Elliott               |
| 2008 | Szwajcaria       | Sursee    | 10            | Norwegia · Rune Lorentsen, Jostein Stordahl, Geir Arne Skogstad, Lene Tystad, Anne Mette Samdal      | Korea Południowa · Kim Hak-sung, Kim Myung-jin, Cho Yang-hyun, Kang Mi-suk, Ham Dong-hee    | Stany Zjednoczone · Jim Pierce, Augusto Jiminez Perez, Jim Joseph, Jacqui Kapinowski, Bob Prenoveau |
| 2009 | Kanada           | Vancouver | 10            | Kanada · Jim Armstrong, Darryl Neighbour, Ina Forrest, Chris Sobkowicz, Sonja Gaudet                 | Szwecja · Jalle Jungnell, Glenn Ikonen, Patrik Burman, Anette Wilhelm                       | Niemcy · Jens Jäger, Marcus Sieger, Jens Gäbel, Caren Totzauer, Astrid Hoer                         |
| 2011 | Czechy           | Praga     | 10            | Kanada · Jim Armstrong, Darryl Neighbour, Ina Forrest, Sonja Gaudet, Bruno Yizek                     | Szkocja · Aileen Neilson, Tom Killin, Gregor Ewan, Angie Malone, Michael McKenzie           | Norwegia · Rune Lorentsen, Jostein Stordahl, Tone Edvardsen, Terje Rafdal, Runar Bjørnstad          |
| 2012 | Korea Południowa | Chuncheon | 10            | Rosja · Andriej Smirnow, Marat Romanow, Aleksander Szewczenko, Swietłana Pakhomowa, Oxana Slesarenko | Korea Południowa · Kim Hak-sung, Jung Seoung-won, Noh Byeong-il, Kang Mi-suk, Bang Min-ja   | Chiny · Wang Haitao, Liu Wei, He Jun, Xu Guangqin, Zhang Qiang                                      |
| 2013 | Rosja            | Soczi     | 10            | Kanada · Jim Armstrong, Dennis Thiessen, Ina Forrest, Sonja Gaudet, Mark Ideson                      | Szwecja · Jalle Jungnell, Glenn Ikonen, Patrik Kallin, Kristina Ulander, Gert Erlandsson    | Chiny · Wang Haitao, Liu Wei, Xu Guangqin, He Jun, Zhang Qiang                                      |
| 2015 | Finlandia        | Lohja     | 10            | Rosja · Andriej Smirnow, Marat Romanow, Oksana Slesarenko, Aleksander Szewczenko, Swietłana Pakomowa | Chiny · Wang Haitao, Zhang Qiang, Liu Wei, Xu Guangqin, He Jun                              | Finlandia · Markku Karjalainen, Sari Karjalainen, Mina Mojtahedi, Tuomo Aarnikka, Vesa Leppanen     |
| 2016 |                  |           | 10            | |                                                                                             | |
| 2017 |                  |           | 10            | |                                                                                             | |
| 2019 | Szkocja          | Stirling  | 10            | |                                                                                             | |

## Klasyfikacja medalowa
| Kraj              | Złoto | Srebro | Brąz | Razem |
| ----------------- | ----- | ------ | ---- | ----- |
| Kanada            | 3     | 1      | 1    | 5     |
| Szkocja           | 2     | 1      | 2    | 5     |
| Norwegia          | 2     |        | 1    | 3     |
| Rosja             | 2     |        |      | 2     |
| Szwajcaria        | 1     | 2      | 1    | 4     |
| Korea Południowa  |       | 2      |      | 2     |
| Szwecja           |       | 2      |      | 2     |
| Chiny             |       | 1      | 2    | 3     |
| Dania             |       | 1      |      | 1     |
| Finlandia         |       |        | 1    | 1     |
| Niemcy            |       |        | 1    | 1     |
| Stany Zjednoczone |       |        | 1    | 1     |